# 2015. március 20-i napfogyatkozás

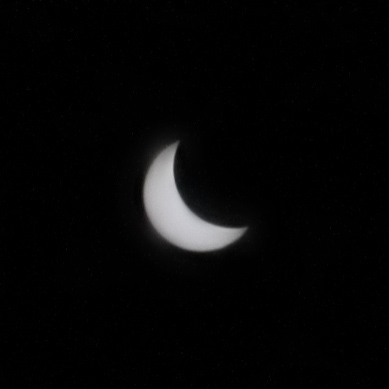
Berlin 2015. március 20. 10:28

A 2015. március 20-i teljes napfogyatkozás az északi félteke csillagászati tavaszának első napján ment végbe. Nyugaton, Új-Fundlandon kezdődött, majd az árnyék áthaladt Grönlandon és Izlandon, majd az Északi-tengeren át vonult. A Feröer-szigetek és a Spitzbergák a totális zónába estek. A fogyatkozás az Északi-sarkon fejeződött be, ahol éppen aznap bukkant fel először féléves teljes sötétség után. Részlegesen egész Európából látható volt.
A totális sáv teljes terjedelmén 400 kilométer széles, legnagyobb szélessége 487 kilométer. Ez abból adódik, hogy a totális zónában sehol sem látható 18 foknál magasabban, így az árnyéka hosszú.

## Fontos időpontok és koordináták

Közelkép animációval

A Hold árnyéka először 9:14 UT (Universal Time) érte el a Földet Új-Fundlandtól nyugatra az 53° 38′ N, 45° 59′ W koordinátájú pontban. Az ott napkeltekor végbemenő fogyatkozás időtartama 2 perc 6 másodperc. Az árnyék északkeleti irányban 406 kilométeres sávban végigvonult az Atlanti-óceánon, Izland és a Brit-szigetek között. Először a Feröer-szigeteknél ért szárazföldet. Itt a totalitás ideje legalább 2 perc, de helytől függően akár két perc, húsz másodperc is lehetett. Nem sokkal később Izlandtól keletre érte el maximumát, ahol a totalitás időtartama 2 perc 47 másodperc, és a sáv szélessége 463 kilométer. Ezután keresztezte a Spitzbergákat, ahol Longyearbyenben a totalitás időtartama 2 perc 28 másodperc. A teljesség sávja átvonult az Északi-tengeren az Északi-sark felé. Csak 69 kilométerre a Északi-sarktól hagyta el az árnyék a Föld felszínét 10:21 UT-kor.
A fogyatkozás részlegesen látható volt Európában, Észak-Afrikában, a Közel-Keleten, Nyugat-Ázsiában és Grönlandon. Közép-Európában a fedési arány 60-85%, északnyugaton nagyobb, mint délkeleten. A megfigyelők balról jobbra láthatták átvonulni a Holdat.

## Éghajlati viszonyok a totális sávban
Az éghajlatra nagy hatással van az észak-atlanti helyszín, ami Észak-Amerika keleti partjaitól a mélynyomás fő útvonalát keresztezi. Így a teljesség alatt a Spitzbergákon és a Feröer-szigeteken nagy annak a valószínűsége, hogy felhős lesz az ég. Longyearbyenben az eddigi mérések szerint a napok 42%-a erősen felhős. A Spitzbergákon hasonló a helyzet, a napok 43%-a felhős.
Mivel a Feröer-szigeteken az úthálózat fejlettebb, mint a Spitzbergákon, nagyobb arra az esély, hogy a nézők olyan helyre jussanak, ahol részben felhős égen is látható a fogyatkozó Nap. A Spitzbergákon a települések között téli viszonyok között csak hómobillal lehet közlekedni. Ehhez járul, hogy a hegyes felszín sok helyen eltakarja az alacsonyan álló Napot, ezért az alkalmas helyszínt gondosan ki kell választani. A teljes napfogyatkozás egyedülálló az északi félteke nyolcvanas szélességi körének környékén.

## Hatása az áramszolgáltatásra
A Der Spiegel 2014 szeptemberében megjelentetett egy cikket, ami óvta a német áramtermelőket, hogy a fogyatkozás veszélyeztetheti a hálózat stabilitását. Egy 2014-ben megjelent tudományos cikk szerint a napfogyatkozás hatása az elektromos hálózatra a népességtől függ. Ha az ég borult, akkor a fogyatkozás alatti teljesítménygradiens 52 MW/min; ha derült, akkor akár 348 MW/min is lehet. Ez 3,5-szerese Németország összes naperőművének szokásos teljesítménygradiensének. Ezt a szivattyús tárolású erőművek képesek fedezni, továbbá a rugalmasan szabályozható erőművek, mint például a gázerőművek is hozzájárulhatnak a szükséges áram termeléséhez. Erre gondos tervezéssel fel kell készülni.
A Németországban telepített naperőművek az utóbbi évek erőteljes fejlesztéseinek eredményeként 39 gigawattos teljesítményre képesek (Európa: 77 gigawatt). Hogyha Németország teljes területén derült lesz az ég, akkor a részleges napfogyatkozás erős megterhelést jelent az áramszolgáltatásra. Erre az esetre azt becslik, hogy ez alatt a rövid idő alatt legfeljebb 19 gigawattot változhat. Ez annak felel meg, mintha 19 nagy erőművet lekapcsolnának, majd visszakapcsolnának.

## Osztályozása
Ez a napfogyatkozás a 120-as Saros-ciklus 71 napfogyatkozása közül a 61. Ebben a ciklusban a napfogyatkozások akkor mennek végbe, amikor a Hold átlépi a felszálló holdcsomópontjait. A ciklus a 933. május 27-i napfogyatkozással kezdődött. Ekkor a Hold árnyéka érintette a Déli-sarkot. A ciklus következő napfogyatkozásai alatt az árnyék egyre északabbra vonult, és a 2195. július 7-i lesz az, amikor az árnyék az Északi-sarkot érinti. A sorozat első gyűrűs tagja az 1059. augusztus 11-ei. 1510. május 8-án, 1546. május 29-én hibrid fogyatkozások voltak. A teljes fogyatkozások 1564. június 8-án kezdődtek. A leghosszabb időtartamú dátuma 1654. augusztus 12, amikor is 2 perc 16 másodpercig volt teljes napfogyatkozás. Ez a 2015-ös fogyatkozás  az utolsó előtti teljes fogyatkozás. Az utolsó teljes fogyatkozás a 2033. március 30-i lesz, amikor az újhold korongja fogja a Napot eltakarni. A ciklus egyes fogyatkozásai 18 évenként és 11 naponként ismétlődnek.
| 55                | 56                | 57                |
| ----------------- | ----------------- | ----------------- |
| 1907. január 14.  | 1925. január 24.  | 1943. február 4.  |
| 58                | 59                | 60                |
| 1961. február 15. | 1979. február 26. | 1997. március 9.  |
| 61                | 62                | 63                |
| 2015. március 20. | 2033. március 30. | 2051. április 11. |
| 64                | 65                |                   |
| 2069. április 21. | 2087. május 2.    |                   |

## További fogyatkozások
A következő napfogyatkozás 2015 szeptemberében várható, és részleges lesz, sehol sem látható teljesként vagy gyűrűsként. Látható lesz Dél-Indiában, Dél-Afrikában és az Antarktiszon. Az azután következő teljes napfogyatkozás 2016. március 9-én lesz. Ez a teljes napfogyatkozás Szumátrán, Borneón és Szulavézin vonul végig. Közép-Európából a 2021. június 10-i gyűrűs napfogyatkozás lesz részlegesen látható.
A következő holdfogyatkozás 2015. március 4-én lesz. Látni lehet Ausztráliából, és Ázsia és Észak-Amerika Csendes-óceáni partjain.
A 2015–2018-as napfogyatkozások megközelítőleg 177 naponként és négy óránként ismétlődnek, és felváltva lesznek felszállók és leszállók.
| Felszálló ág                                                                                               | Felszálló ág                |     | Leszálló ág                    | Leszálló ág |
| 120 | 2015. március 20. Totális   | 125 | 2015. szeptember 13. Részleges |             |
| 130 | 2016. március 9. Totális    | 135 | 2016. szeptember 1. Gyűrűs     |             |
| 140 | 2017. február 26. Gyűrűs    | 145 | 2017. augusztus 21. Totális    |             |
| 150 | 2018. február 15. Részleges | 155 | 2018. augusztus 11. Részleges  |             |
| A 2018. július 13-ai, és a 2019 január 6-ai napfogyatkozások már a következő féléves sorozathoz tartoznak. |                             |     |                                |             |

A Mentón-sorozat 19 évenként (6939,69 naponként) ismétlődik, és 5 alsorozatot foglal magába. A fogyatkozások nagyjából ugyanazokra a napokra esnek. Az octon alsorozat ennek ötödével ismétlődik, ez 3,8 év (1387,94 nap).
A sorozatba 21 fogyatkozás tartozik 2011. június 1. és 2087. június 1. között.
| május 31 – június 1 | március 20        | január 5–6      | október 24–25     | augusztus 12–13     |
| 118                 | 119               | 121             | 123               | 125                 |
| ------------------- | ----------------- | --------------- | ----------------- | ------------------- |
| 2011. június 1.     | 2015. március 20. | 2019. január 6. | 2022. október 25. | 2026. augusztus 12. |
| 128                 | 129               | 131             | 133               | 135                 |
| 2030. június 1.     | 2034. március 20. | 2038. január 5. | 2041. október 25. | 2045. augusztus 12. |
| 138                 | 139               | 141             | 143               | 145                 |
| 2049. május 31.     | 2053. március 20. | 2057. január 5. | 2060. október 24. | 2064. augusztus 12. |
| 148                 | 149               | 151             | 153               | 155                 |
| 2068. május 31.     | 2072. március 19. | 2076. január 6. | 2079. október 24. | 2083. augusztus 13. |
| 157                 |                   |                 |                   |                     |
| 2087. június 1.     |                   |                 |                   |                     |

## Fordítás
Ez a szócikk részben vagy egészben  a   Sonnenfinsternis vom 20. März 2015 című német Wikipédia-szócikk fordításán alapul.  Az eredeti cikk szerkesztőit annak laptörténete sorolja fel. Ez a jelzés csupán a megfogalmazás eredetét és a szerzői jogokat jelzi, nem szolgál a cikkben szereplő információk forrásmegjelöléseként.
Ez a szócikk részben vagy egészben  a   Solar eclipse of March 20, 2015 című angol Wikipédia-szócikk fordításán alapul.  Az eredeti cikk szerkesztőit annak laptörténete sorolja fel. Ez a jelzés csupán a megfogalmazás eredetét és a szerzői jogokat jelzi, nem szolgál a cikkben szereplő információk forrásmegjelöléseként.